# رائوت ریور
رائوت ریور (به انگلیسی: Răut River) رودخانه‌ای است که در مولداوی جریان دارد.